# GutsMuths-Preis

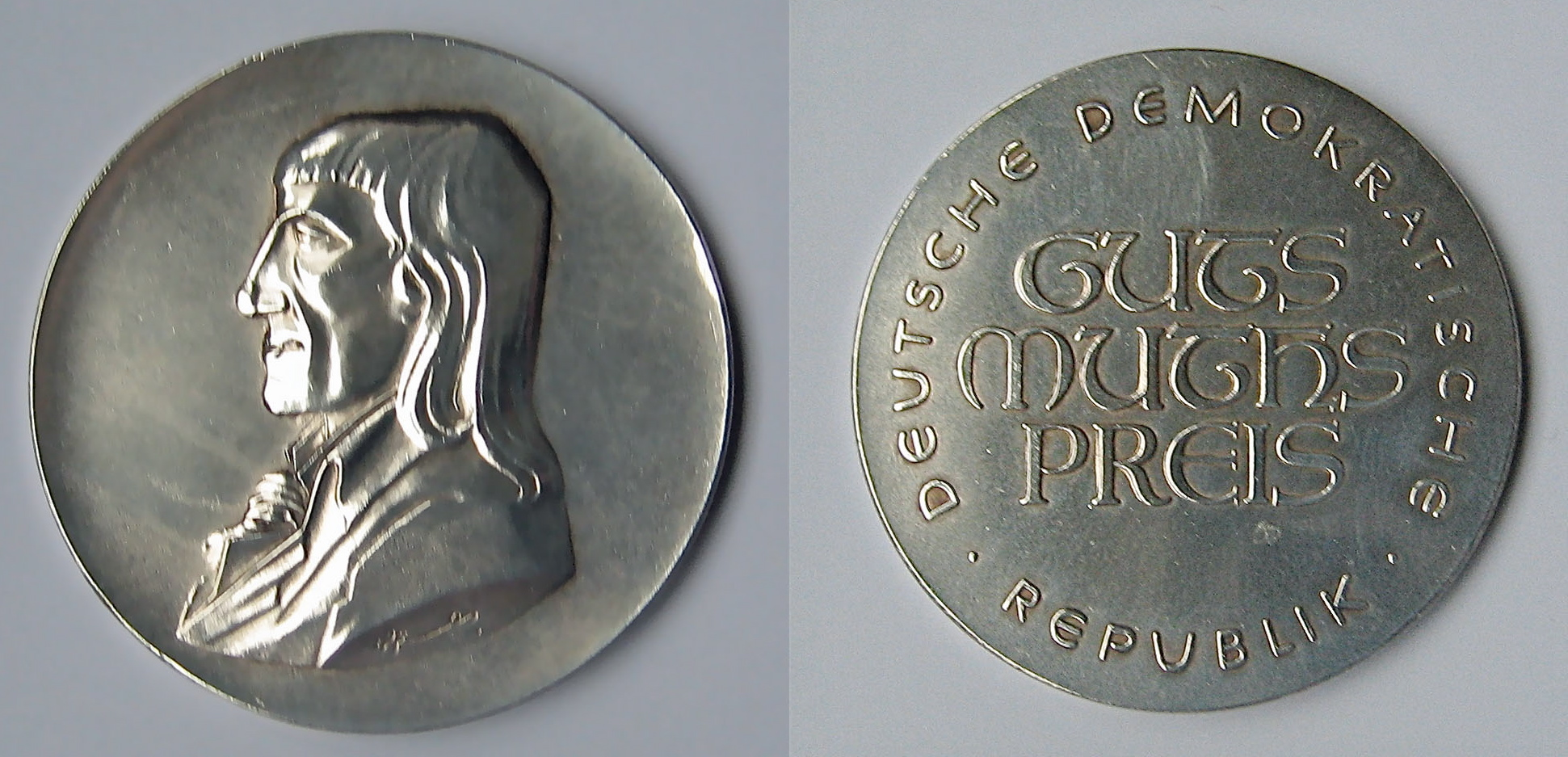
Medaille zum GutsMuths-Preis

Der GutsMuths-Preis war die höchste staatliche Auszeichnung der DDR für wissenschaftliche Leistungen auf dem Gebiet der Sportwissenschaft und Sportmedizin. 
Dieser nach Johann Christoph Friedrich GutsMuths benannte Wissenschaftspreis wurde vom Ministerrat der DDR am 9. Februar 1961 zur Anerkennung  hervorragender wissenschaftlicher Arbeiten für die Entwicklung der sozialistischen Körperkultur gestiftet. Auszeichnungswürdige Arbeiten hatten hohe Praxisrelevanz aufzuweisen, effektive wissenschaftliche Lösungswege zu zeigen oder Prinziplösungen zu enthalten. 
Die Verleihung fand in der Regel am Tag der Republik durch den Staatssekretär für Körperkultur und Sport statt. Der Preis konnte an Einzelpersonen (mit einer Geldzuwendung in Höhe von 5000 Mark) oder an wissenschaftliche Kollektive (mit einer Geldzuwendung in Höhe von bis zu 15000 Mark) verliehen werden. 
Die versilberte Medaille war nicht tragbar und hat einen Durchmesser von 45 Millimetern.